# Pseudemys concinna
Pseudemys concinna là một loài rùa trong họ Emydidae. Loài này được Le Conte mô tả khoa học đầu tiên năm 1830.

## Hình ảnh

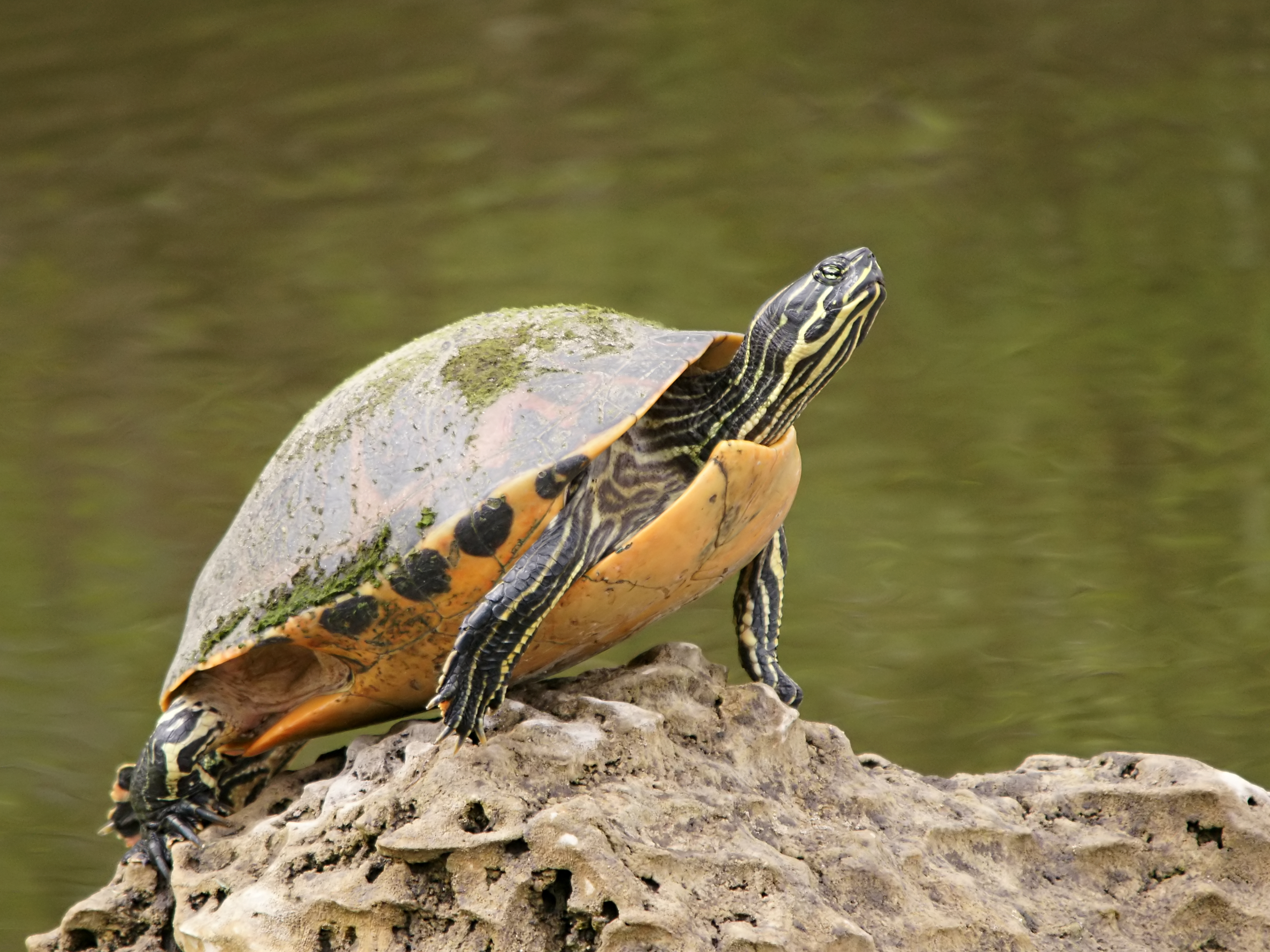
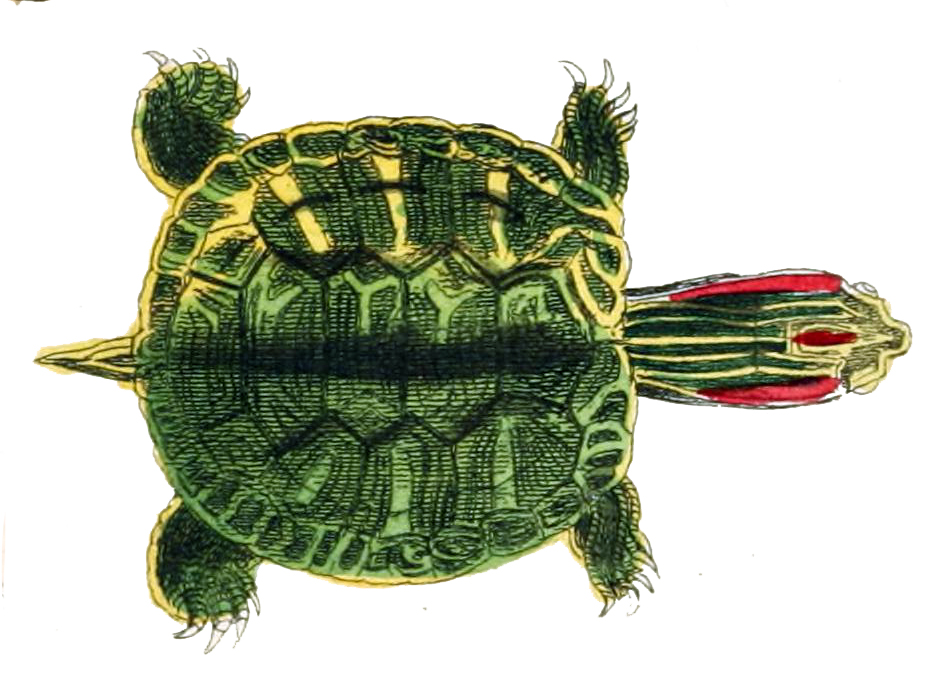
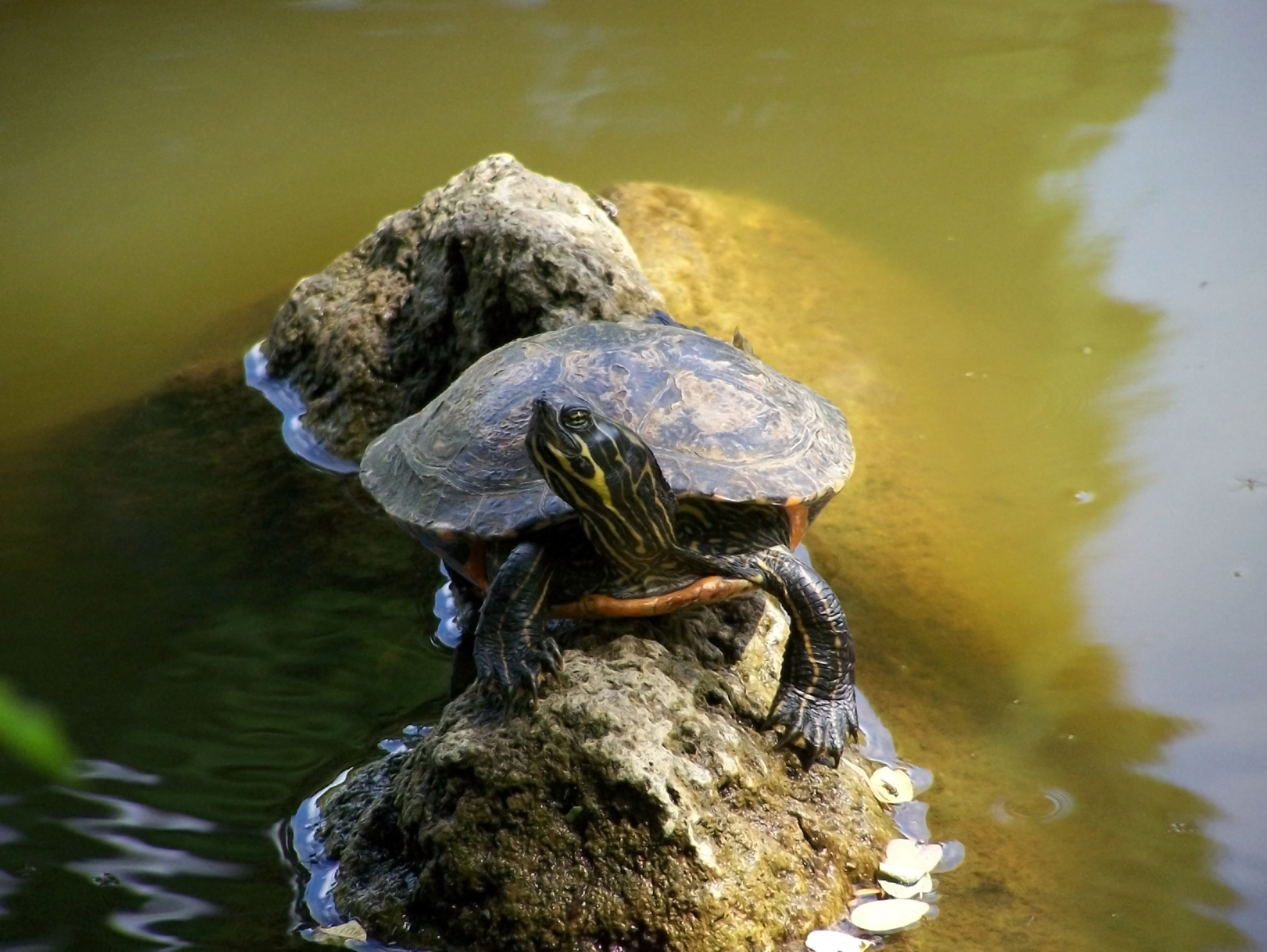
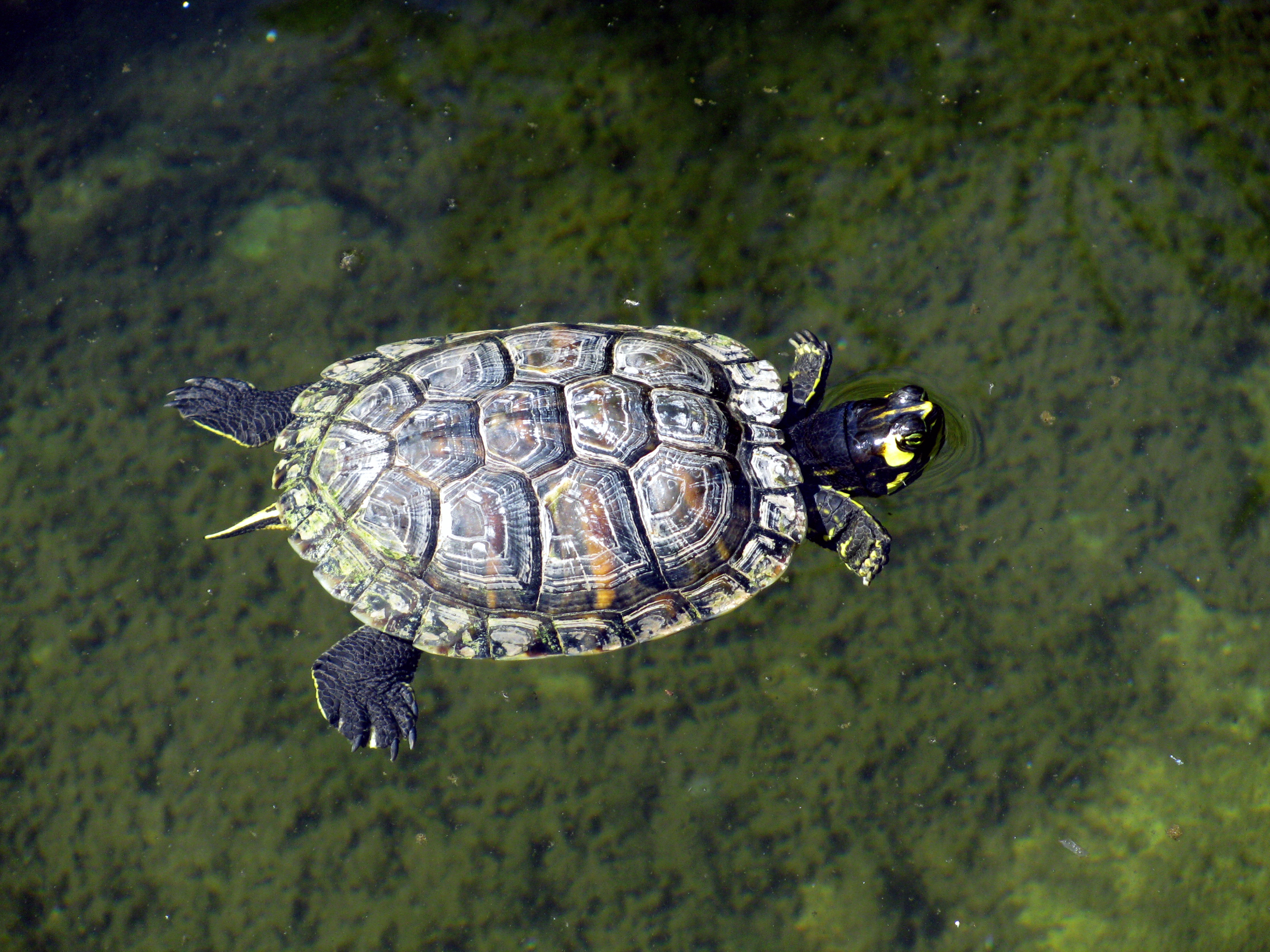
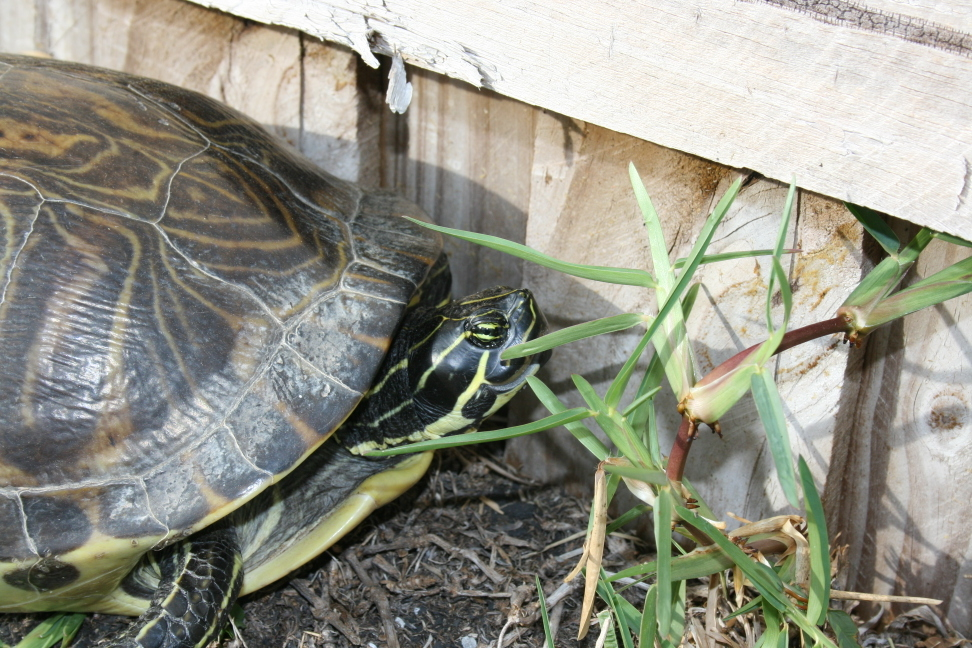